# ГЕС Субарнарекха ІІ
ГЕС Субарнарекха ІІ — гідроелектростанція на сході Індії у штаті Джгаркганд. Знаходячись після ГЕС Субарнарекха І, становить нижній ступінь в дериваційному гідровузлі на річці Субарнарекга, яка стікає з плато Чгота-Наґпур та впадає в Бенгальську затоку за півтори сотні кілометрів на південний захід від Колкати.
Північно-східна частина плато Чгота-Наґпур складається з кількох витягнутих в широтному напрямку уступів, котрі обриваються на північ в бік нижнього ступеню та дренуються рядом паралельних річок східного спрямування. Станція Субарнарекха І використовує деривацію зі сточища однієї з них — Субарнарекги — на розташований нижче уступ, котрий дренується річкою Бгера (права притока Дамодару). Відпрацьована на зазначеній ГЕС вода прямує далі по каналу по-під уступом плато, на якому тече Субарнарекга. В певний момент долина Субарнарекхи настільки заглиблюється в свій уступ, що стає нижчою за ложе каналу на північному, більш низькому в цілому, уступі Бгери. Це створює умови для повернення ресурсу назад у сточище Субарнарекги, для чого прокладено тунель довжиною 1,2 км.
Всього дериваційна траса між двома ступенями гідровузла має довжину понад 6 км, та включає: канал довжиною 3,7 км у сточищі Бхери, зазначений вище тунель, ще одну ділянку каналу довжиною 0,7 км, котра завершується у верхньому балансуючому резервуарі довжиною 0,6 км при ширині 0,1 км, та ще один тунель довжиною 0,4 км. Далі ресурс потрапляє у напірний водовід довжиною 0,4 км до підземного машинного залу, розташованого на лівобережжі Субарнарекги дещо нижче за водоспад Гундру.
Основне обладнання станції складає одна турбіна типу Френсіс потужністю 65 МВт, яка працює при майже постійному напорі — від 132 до 133,7 метра.
Відпрацьована вода повертається в Субарнарекху через відвідний тунель довжиною 0,3 км та канал довжиною 0,15 км.